# هیرویوکی اوماتا
هیرویوکی اوماتا (انگلیسی: Hiroyuki Omata؛ زادهٔ ۱ سپتامبر ۱۹۸۳) بازیکن فوتبال اهل ژاپن است.
از باشگاه‌هایی که در آن بازی کرده‌است می‌توان به باشگاه فوتبال سرزو اوساکا، باشگاه فوتبال توکیو، و باشگاه فوتبال آویسپا فوکوئوکا اشاره کرد.